# 大塚博堂・ラストライブ
『大塚博堂・ラストライブ』（おおつかはくどう・ラストライブ）は、1986年4月25日に発売されたライブ・アルバム。1980年7月25日に発売された『大塚博堂ライブ』と同じ音源（1980年4月22日に行われた渋谷公会堂でのライブ）である。初CD化。

## 演奏者
- A&E Guitar - 岩村義道
- wood&A.Bass - 竹村進二
- A.piano - 逸見良造
- Drums - 桜田賢
- Violin - 篠崎正嗣
- Percussion - 大沢俊彦
- Keyboard - 佐藤謙二
- Sax&Clarinet&Flute - 隅山基一

## 収録曲
| 全作曲: 大塚博堂、全編曲: 岩村義道とスクランブル・ダスティン・バンド。 |                                          |          |            |
| #                                                                      | タイトル                                 | 作詞     | 作曲・編曲 |
| 1.                                                                     | 「新宿恋物語」                           | 藤公之介 | 大塚博堂   |
| 2.                                                                     | 「週末まで待って」                       | 大塚博堂 | 大塚博堂   |
| 3.                                                                     | 「娘をよろしく」                         | 広瀬俊夫 | 大塚博堂   |
| 4.                                                                     | 「歩道橋」                               | 藤公之介 | 大塚博堂   |
| 5.                                                                     | 「季節の中に埋もれて」                   | 藤公之介 | 大塚博堂   |
| 6.                                                                     | 「ライ麦畑でつかまえて」                 | るい     | 大塚博堂   |
| 7.                                                                     | 「明日のジョーは帰らない」               | るい     | 大塚博堂   |
| 8.                                                                     | 「愁雨」                                 | るい     | 大塚博堂   |
| 9.                                                                     | 「もう子供でも鳥でもないんだから」       | るい     | 大塚博堂   |
| 10.                                                                    | 「そんなに見つめちゃ歌えない」           | るい     | 大塚博堂   |
| 11.                                                                    | 「「ドミノ倒し」を知ってますか」         | 山川啓介 | 大塚博堂   |
| 12.                                                                    | 「過ぎ去りし想い出は」                   | 大塚博堂 | 大塚博堂   |
| 13.                                                                    | 「見送った季節のあとで」                 | 藤公之介 | 大塚博堂   |
| 14.                                                                    | 「私はもう女です」                       | るい     | 大塚博堂   |
| 15.                                                                    | 「LOVE IS GONE」                         | るい     | 大塚博堂   |
| 16.                                                                    | 「ダスティン・ホフマンになれなかったよ」 | 藤公之介 | 大塚博堂   |